# Tân Bình (tỉnh)
Tân Bình là tên một tỉnh cũ từng tồn tại một thời gian ngắn tại Việt Nam. Địa bàn tỉnh này tương ứng với một phần Thành phố Hồ Chí Minh ngày nay.

## Lịch sử
Ngày 11 tháng 5 năm 1944, Toàn quyền Đông Dương ký nghị định tách một số vùng (nằm kế cận Khu Sài Gòn - Chợ Lớn) của tỉnh Gia Định; bao gồm: Toàn bộ tổng Dương Hòa Thượng (có bảy làng: Bình Hưng Hòa, Phú Nhuận, Tân Sơn Nhì, Tân Sơn Hoà, Tân Hòa, Vĩnh Lộc và Phú Thọ Hoà) của quận Gò Vấp, năm làng (Hanh Thông Xã, Hanh Thông Tây, Bình Hòa Xã, Thạnh Mỹ Tây và An Hội) thuộc tổng Bình Trị Thượng, quận Gò Vấp, năm làng thuộc tổng Bình Trị Hạ (Tân Thuận Đông, Tân Quy Đông, Phú Mỹ Tây, Phước Long Đông và Phú Xuân Hội) cùng một phần làng Long Đức Đông thuộc tổng Dương Hòa Hạ của quận Nhà Bè và một phần làng An Khánh Xã thuộc tổng An Bình của quận Thủ Đức; để lập tỉnh Tân Bình. Tỉnh lỵ tỉnh Tân Bình đặt tại làng Phú Nhuận. Tỉnh này chì có duy nhất quận Châu Thành lập ngày 19 tháng 9 năm 1944, không có tổng trực thuộc, được chia ra ba khu vực quản lý: Gia Định, Thủ Thiêm và Nhà Bè. Tỉnh Tân Bình tồn tại đến khi Cách mạng tháng 8 năm 1945 nổ ra thì tan rã trên thực tế. Sau khi người Pháp tái chiếm Nam Bộ cũng không tái lập lại tỉnh Tân Bình, vì vậy tỉnh xem như bị giải thể.